# Епархия Провиденса
Епархия Провиденса (лат. Dioecesis Providentiensis) — епархия Римско-Католической церкви с центром в городе Провиденс, США. Епархия Провиденса входит в митрополию Хартфорда. Кафедральным собором епархии Провиденса является Собор Святых Петра и Павла.

## История
16 февраля 1872 Римский папа Пий IX издал бреве Quod catholico nomini, которой учредил епархию Провиденса, выделив её из епархии Бостона и епархии Хартфорда.
12 марта 1904 епархия Провиденса передала часть своей территории новой епархии Фолл-Ривера.

## Ординарии епархии
- епископ Томас Фрэнсис Хендрикен[англ.] (16.02.1872 — 11.06.1886)
- епископ Мэтью Харкинс[англ.] (11.02.1887 — 25.05.1921)
- епископ Уильям Августин Хики[англ.] (25.05.1921 — 04.10.1933)
- епископ Фрэнсис Патрик Киаф[англ.] (10.02.1934 — 29.11.1947) — назначен архиепископом Балтимора
- епископ Рассел Джозеф Маквинни[англ.] (29.05.1948 — 10.08.1971)
- епископ Луи Эдвард Желино[англ.] (06.12.1971 — 11.06.1997)
- епископ Роберт Эдвард Малви[англ.] (11.06.1997 — 31.03.2005)
- епископ Томас Джозеф Тобин[англ.] (31.03.2005 — 01.05.2023)
- епископ Ричард Гарт Хеннинг (01.05.2023 — 05.08.2024) — назначен архиепископом Бостона
- епископ Брюс Алан Левандовски[англ.], C.Ss.R. (с 08.05.2025)

## Источник
- Annuario Pontificio, Libreria Editrice Vaticana, Città del Vaticano, 2003, ISBN 88-209-7422-3
- Бреве Quod catholico nomini, Pii IX Pontificis Maximi Acta. Pars prima, Vol. VI, Romae 1874, стр. 8  (лат.)